# Rochester (Schiff, 1946)
Die USS Rochester (CA-124) war ein im Dezember 1946 in Dienst gestellter Schwerer Kreuzer der United States Navy. Das Schiff gehörte der Oregon-City-Klasse an und kam in seiner Laufbahn unter anderem im Koreakrieg zum Einsatz. Im August 1961 wurde die Rochester ausgemustert und in die Reserveflotte verlegt. Dort lag das Schiff 13 Jahre lang, ehe es 1974 zum Abbruch ging.

## Geschichte
Die Rochester wurde am 8. April 1944 in der Werft von Bethlehem Steel auf Kiel gelegt und lief am 28. August 1945 vom Stapel. Wie seine Schwesterschiffe erlebte der für den Pazifikkrieg konzipierte Kreuzer den aktiven Kriegseinsatz nicht mehr, die Indienststellung des Schiffes erfolgte am 20. Dezember 1946 unter dem Kommando von Captain Harry Aloysius Guthrie.
Nach bis zum Januar 1948 andauernden Testfahrten wurde die Rochester ins Mittelmeer verlegt, wo sie nach ihrer Ankunft in Gibraltar im März 1948 als Flaggschiff von Admiral Forrest P. Sherman diente. Der Kreuzer verblieb bis Juni desselben Jahres im Mittelmeer, ehe sie zum Heimathafen Philadelphia zurückkehrte. Es folgten weitere Übungseinsätze vor Bermuda, New Brunswick und Jamaika. Im Oktober 1948 wurde die Rochester erstmals modernisiert und erhielt neben diversen Umbauten wie der Entfernung ihrer Flugzeugkatapulte vier Sikorsky S-51, welche die zuvor an Bord befindlichen Wasserflugzeuge ersetzten. Nach erneuten Übungseinsätzen wurde im Januar 1950 Long Beach zum neuen Heimathafen des Schiffes.
Im April 1950 brach die Rochester zu einer Fahrt nach Pearl Harbor auf, wo sie hochrangige Gäste wie Admiral Arthur W. Radford empfing. Anschließend setzte sie Kurs auf die Naval Station Sangley Point auf den Philippinen. Dort wurde das Schiff für den Einsatz im Koreakrieg der Task Force 77, mit der am 3. Juli 1950 die ersten Luftangriffe auf nordkoreanische Streitkräfte durchgeführt wurden. Vom 18. auf den 19. Juli 1950 unterstützte die Rochester Einheiten der 1st Cavalry Division bei der Landung vor Pohang. Auch bei der Operation Chromite im September desselben Jahres gab das Schiff den landenden US-Truppen Feuerunterstützung.
Am Morgen des 17. September 1950 wurde die Rochester vor der kleinen Insel Wolmido nahe Incheon von zwei nordkoreanischen Flugzeugen des Typs Jakowlew Jak-9 und Iljuschin Il-2 angegriffen, die vier Bomben auf das Schiff warfen. Eine dieser Bomben traf den am Heck des Kreuzers befindlichen Kran, detonierte jedoch nicht. Bei einem anschließenden Gegenangriff des britischen Kreuzers Jamaica gelang der Abschuss der Iljuschin Il-2.
Von Oktober bis Dezember 1950 folgten weitere Einsätze der Rochester zur Feuerunterstützung. Darunter vor Geoje, Wŏnsan, Hŭngnam und Kimch’aek. Zudem zerstörte das Schiff insgesamt sechs gegnerische Seeminen und evakuierte am 10. und 12. Oktober die Besatzungsmitglieder der durch Minen versenkten Minenabwehrfahrzeuge USS Pirate (AM-275) und USS Pledge (AM-277) im Hafen von Wŏnsan. Der Einsatz der Rochester endete im Januar 1951 nach 198 Tagen.
Nach Übungseinsätzen vor Hawaii und Japan kehrte das Schiff im November 1951 nach Korea zurück und beschoss dort feindliche Stellungen in der zur Provinz Kangwŏn-do gehörenden Region Kosŏng. In den folgenden Monaten nahm die Rochester an weiteren Einsätzen teil, in denen sie Feuerunterstützung gab und ihre Bordhubschrauber Rettungsmissionen für Piloten der Task Force 77 flogen. Mit Ausnahme einer Pause von Mai bis Oktober 1952 zu Übungszwecken und zur Überholung in Long Beach blieb das Schiff bis April 1953 vor Korea im Einsatz.
Die folgenden Jahre verbrachte die Rochester mit Übungseinsätzen und Hafenbesuchen in internationalen Gewässern. Eine besondere Rolle hielt der Kreuzer im Juni 1957 inne, als er kurzzeitig als Flaggschiff des Flottenadmirals Chester W. Nimitz bei dessen Besuch in San Francisco diente. Es gab Pläne, die Rochester wie ihr Schwesterschiff USS Albany (CA-123) zu einem Raketenkreuzer umzurüsten, was jedoch verworfen wurde. Stattdessen beendete das Schiff am 15. August 1961 seine aktive Dienstzeit und wurde zur Reserveflotte nach Bremerton. Nach der Streichung aus dem Naval Vessel Register am 1. Oktober 1973 wurde die Rochester im Juli 1974 zum Abbruch an Zidell Explorations in Portland verkauft.
Für ihre Verdienste im Koreakrieg erhielt die Rochester sechs Battle Stars, die Korean Service Medal sowie die Navy Occupation Service Medal.